# Karl der Ältere von Žerotín

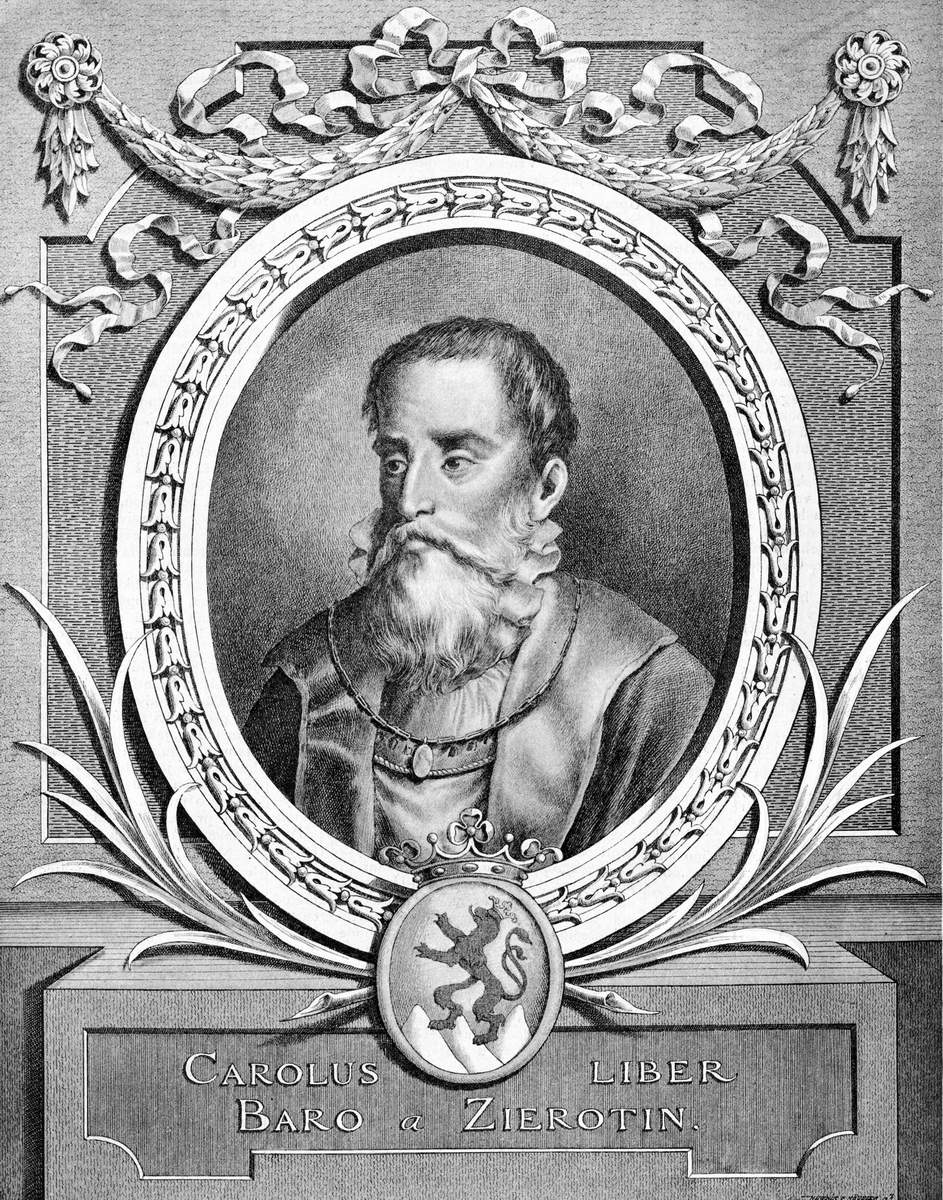
Karl der Ältere von Žerotín

Karl der Ältere von Žerotín (tschechisch Karel starší ze Žerotína; ältere Schreibweise ze Zierotina; * 15. September 1564 in Brandeis an der Adler, Chrudimer Kreis; † 9. November 1636 in Prerau, Markgrafschaft Mähren) entstammte dem böhmisch-mährischen Adelsgeschlecht Zierotin/Žerotín (Žerotínové, ältere Schreibweise Zierotinové). Er gehörte dem Herrenstand an und war als führender Ständepolitiker 1608–1615 Landeshauptmann von Mähren. Daneben verfasste er mehrere Schriften. Auf seinen Besitzungen beschützte er die Unität der Böhmischen-Brüder.

## Leben
Karl von Žerotín war ein Sohn des Oberstlandrichters von Mähren, Johann von Žerotín d. Ä. († 1583). Karl besuchte zunächst die Schule der Böhmischen Brüder in Eibenschütz und setzte dann seine Studien an der Akademie in Straßburg und der Universität Basel fort. Dort und auf verschiedenen Bildungsreisen in die westeuropäischen Länder und nach Italien erwarb er sich von 1578 bis 1587 breite Kenntnisse in den Rechtswissenschaften, der Theologie und in mehreren Fremdsprachen. Zudem knüpfte er während dieser Zeit zahlreiche politische Verbindungen.

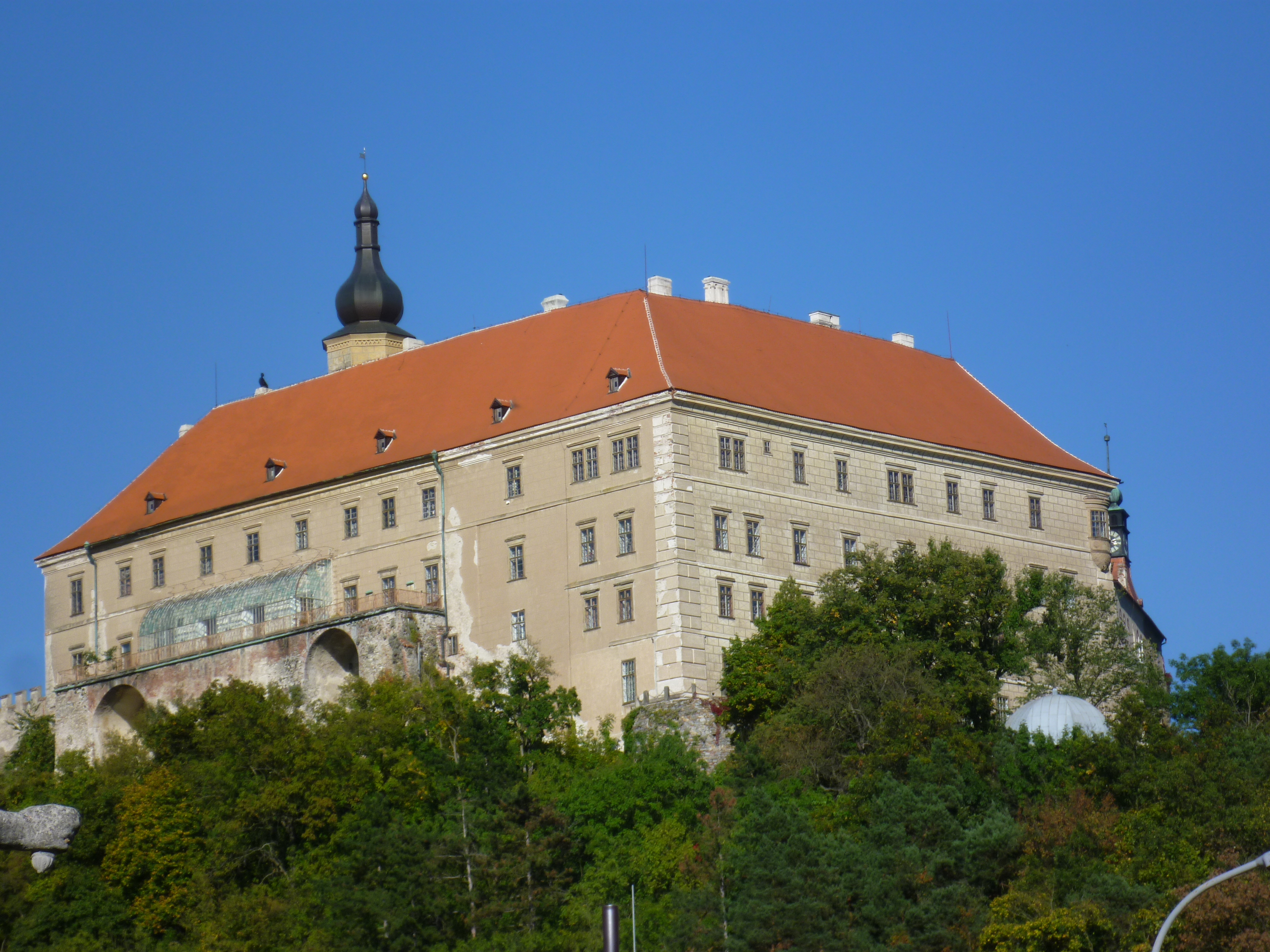
Schloss Náměšť nad Oslavou (Namiest)

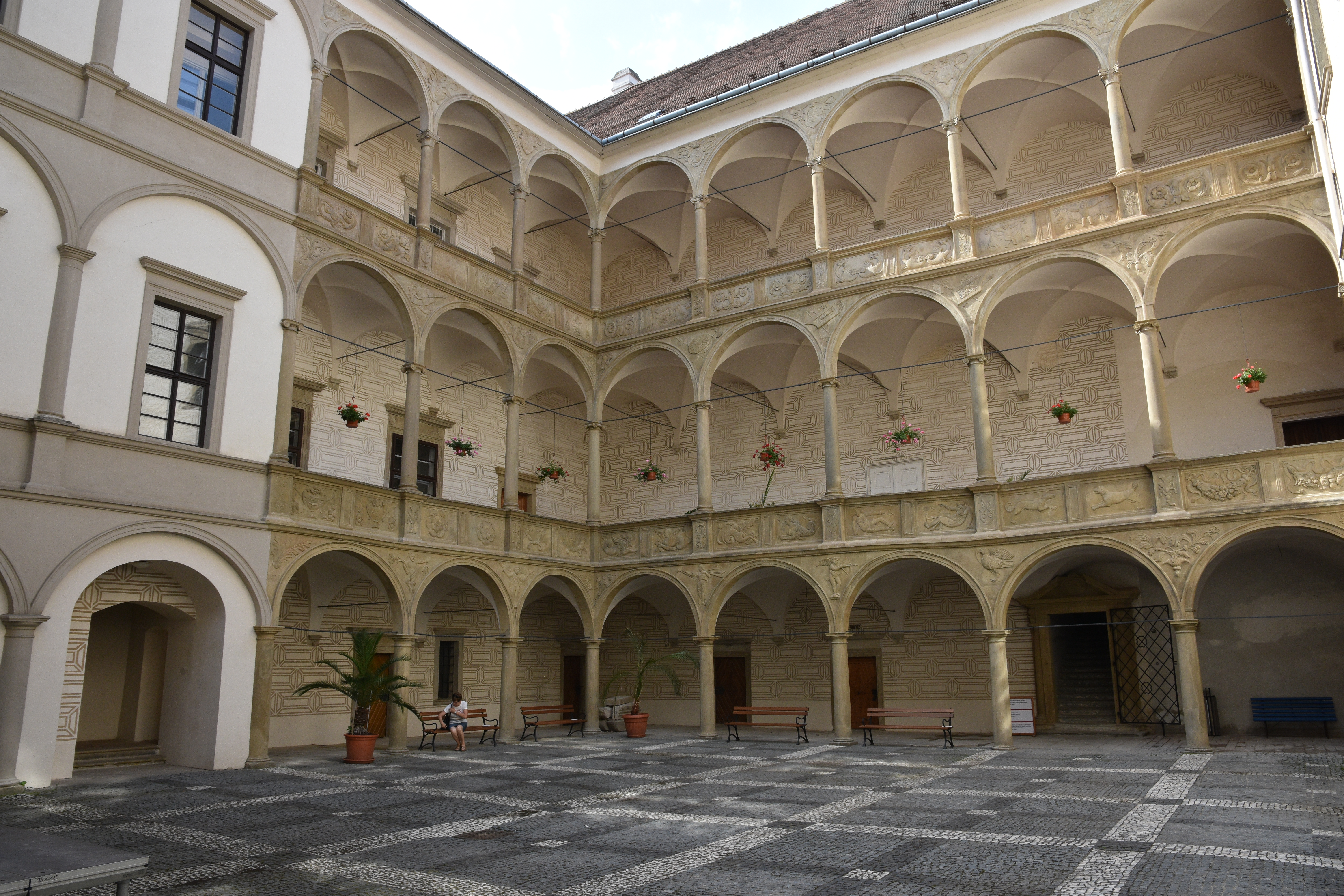
Schloss Rosice u Brna (Rossitz)

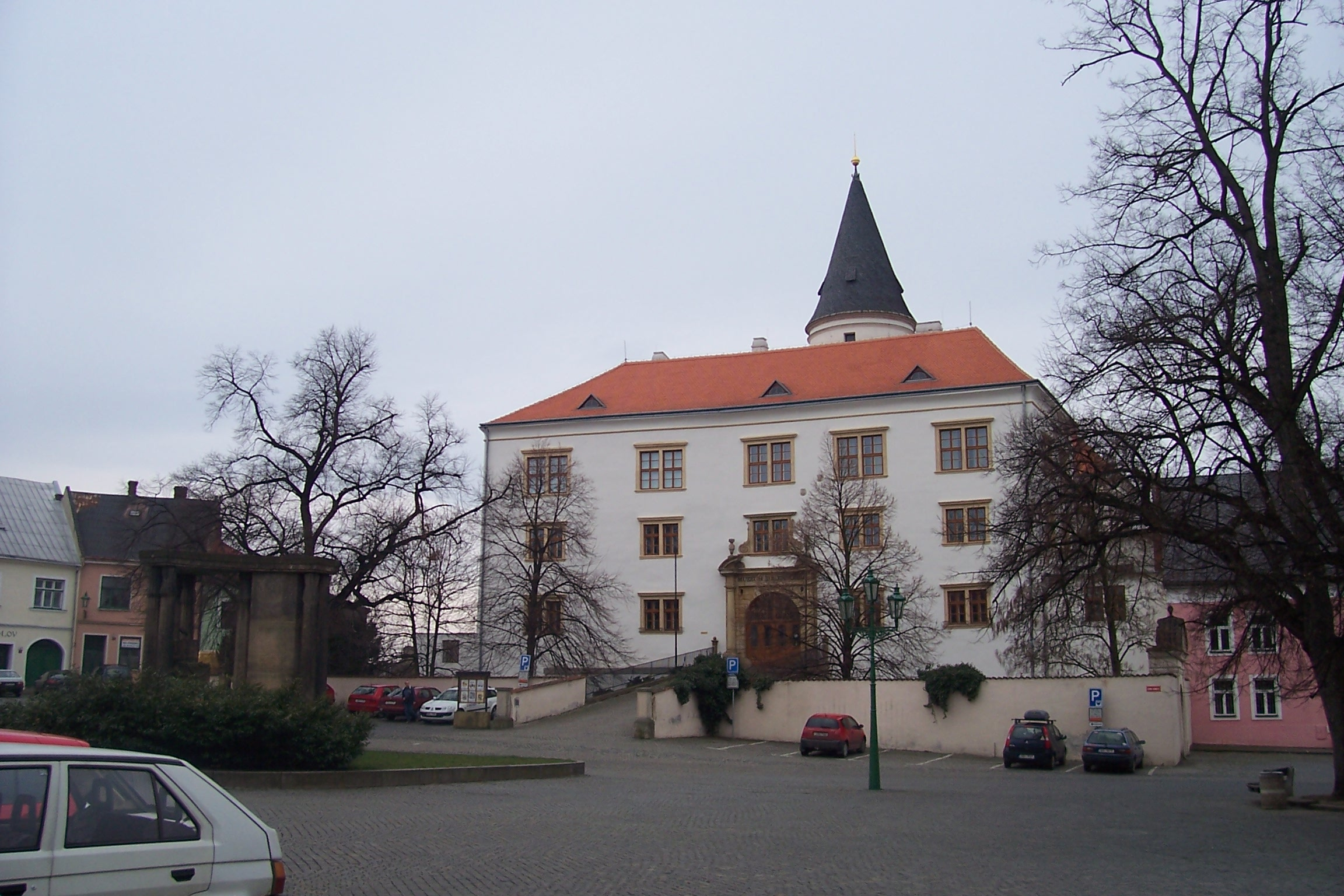
Schloss Přerov (Prerau)

Nach dem Tod seines Vaters 1583 erbte er Namiest an der Oslawa, wo er die Erweiterung der Bibliothek von Schloss Náměšť nad Oslavou veranlasste, sowie Rossitz, das während seiner Herrschaft ein wichtiges Zentrum der Böhmischen Brüder wurde. Auf dem Schloss Rossitz, das er zu seiner Residenz bestimmte, richtete er eine umfangreiche Bibliothek ein. 1588 erwarb er das Städtchen Holleschau bei Kremsier, das sich in den Jahrzehnten zuvor zu einem Stützpunkt der Böhmischen Brüder entwickelt hatte.
1591 kämpfte er in Frankreich auf der Seite der Hugenotten. 1594 wurde er Mitglied des mährischen Landrechts, des obersten Gerichts der Markgrafschaft. Mit mährischen Truppen zog er auch in den Langen Türkenkrieg (1593–1606) nach Ungarn. Zu dieser Zeit wurde Žerotín Führer der ständischen Opposition gegen Kaiser Rudolf II. in Mähren. 1599 wurde er durch den mährischen Unterlandkämmerer Siegmund von Dietrichstein verklagt, er habe kaiserliches Vermögen veruntreut und landesverrätische Kontakte zu Frankreich und zum Kurfürsten von der Pfalz unterhalten. Er wurde zwar freigesprochen, aber trotzdem seiner Ämter enthoben. Die folgenden Jahre lebte er in Abgeschiedenheit auf seinen Gütern.
Im habsburgischen Bruderzwist schlug sich Karl 1607 auf die Seite des Erzherzogs Matthias, der seinem Bruder Rudolf die Kronen von Böhmen und Ungarn sowie des Reiches nehmen wollte. Die mährischen Stände schlossen unter Žerotíns Führung eine Konföderation mit Ungarn und den österreichischen Ländern, die ebenfalls gegen Kaiser Rudolf II. eingestellt waren. Gemeinsam unternahmen diese Länder mit Matthias militärische Schritte gegen das Reichsoberhaupt. Karl versuchte erfolglos, auch Böhmen auf die Seite von Matthias zu ziehen. Im Frieden von Lieben musste Rudolf II. die Herrschaft über Mähren schließlich an seinen Bruder Matthias abtreten, während er Böhmen sowie die Kaiserwürde bis 1611 behalten konnte.
Als Landeshauptmann von Mähren war Karl von Žerotín 1608 auf dem Höhepunkt seiner Laufbahn angelangt. In dieser Funktion gelang es ihm, die Glaubensfreiheit der mährischen Protestanten noch für einige Jahre abzusichern. Er wurde aber zunehmend von einflussreichen Katholiken am Hof des Kaisers unter Druck gesetzt und verlor gleichzeitig den Rückhalt in der mährischen Ständegemeinde, weshalb er 1615 auf sein Amt verzichtete.
Nach dem Zweiten Prager Fenstersturz 1618 trat Karl von Žerotín wieder in die aktive Politik ein. Er setzte sich für eine friedliche Lösung des Konflikts zwischen den böhmischen Ständen und den Habsburgern ein und nahm bis März 1619 an den Verhandlungen in Wien teil. Während der Verhandlungen starb Kaiser Matthias. Nachdem sich in Mähren die radikale protestantische Opposition mit böhmischer Waffenhilfe durchgesetzt hatte, wurde Karl von Žerotín unter Hausarrest gestellt.
Nach der Wahl des „Winterkönigs“ Friedrich V. 1619 zum neuen König von Böhmen huldigten die mährischen Stände am 6. Februar 1620 in der Brünner Jesuitenkirche Mariä-Himmelfahrt dem neu gewählten König. Da sich Karl von Žerotín an den Ferdinand II. geleisteten Eid gebunden fühlte, verweigerte er die Huldigung.
Nach der Schlacht am Weißen Berg 1620 verfolgte Kaiser Ferdinand II. eine rasche Gegenreformation, deren Konzept vom Nuntius Carafa und den Jesuiten stammte. 1621/22 mussten alle nichtkatholischen Geistlichen das Land verlassen, und 1624 wurde das katholische Bekenntnis zur allein anerkannten Religion erhoben. Dadurch wurden alle nichtkatholischen Bürger vor die Wahl gestellt, katholisch zu werden oder auszuwandern. Karl von Žerotín durfte seine Ländereien behalten, obwohl alle protestantischen Adeligen, die nicht konvertierten, enteignet wurden, selbst wenn sie am Aufstand gegen den Kaiser nicht beteiligt waren. Sein wesentlich jüngerer Schwager Albrecht von Wallenstein, mit dessen Schwester Žerotín kurzzeitig verheiratet war und den er in seiner Jugend unterstützt und gefördert hatte, hielt seine schützende Hand über ihn. In dieser Zeit unterstützte Karl finanziell viele Opfer der Rekatholisierung in Böhmen. Ihm war es zu verdanken, dass die Druckerei der Brüder-Unität von Namiest an der Oslawa nach Lissa in Polen und deren Kralitzer Bibliothek nach Breslau verlegt werden konnte. 1629 verkaufte er seine Güter an Albrecht von Wallenstein und ging freiwillig ins Exil in das religiös tolerantere Breslau, besuchte aber mehrmals Böhmen und Mähren. Seit 1633 lebte er in Prerau, wo er 1636 starb. Sein Leichnam wurde in der Familiengruft in Groß Ullersdorf beigesetzt und 1842 in die Žerotín-Gruft bei der St.-Georgs-Kirche in Blauda überführt.

„Karl von Zierotin – besser: Žerotín – war das Oberhaupt eines der vornehmsten, reichsten und frömmsten Häuser der Markgrafschaft.“

## Werke
- Apologie – geschrieben im Juni 1606 als Brief an Jiřík von Hoditz (z Hodic), der Karl für seine Passivität kritisiert hatte. In diesem Werk beanstandet er die Verhältnisse in Böhmen, den Egoismus der Stände und des Hofes.
- Oratio De Comparanda vera Gloria. Argentorati 1581.
- Vincenc Brandl (Hrsg.): Spisy Karla staršího z Žerotína. [Die Schriften des Karl von Žerotín]
  - Bände 1,1 und 1,2: Žerotínovy zápisové o soudě panském. Brno 1866.
  - Bände 2,1 und 2,3: Listové psaní jazykem českým. [Briefe in tschechischer Sprache]. Brno 1870–1872.

## Ehen und Nachkommen
- 1. Ehe 1589 mit: Barbara Kraiger von Kraigk, († 1591)
 Tochter: Bohunka von Žerotín, ⚭ 1. mit Hynek von Würben (1589–1614), ⚭ 2. um 1617 mit Sigmund Teuffenbach von Tiefenbach († 1637)
- 2. Ehe 1596 mit: Elisabeth Kraiger von Kraigk, († 1600)
 Tochter: Alena von Žerotín
- 3. Ehe 17. August 1604 mit: Kateřina Anna von Waldstein auf Arnau, (* 1584; † 9. August 1605), Schwester von Wallenstein[4]
- 4. Ehe 22. Juni 1614 mit: Kateřina von Waldstein, (* 1568; † 1. Februar 1637)[5]